# مدينة زايد (البحرين)
مدينة زايد هي مدينة صغيرة تقع بين مدينة عيسى وسلماباد في البحرين. اكتمل إنشاء المدينة في سنة 2001 على نفقة الشيخ زايد بن سلطان آل نهيان الذي كان حاكم دولة الإمارات العربية المتحدة حينها، وقد سميت باسمه.

## إنشاء مشروع مدينة زايد
استمراراً لنهج الحكومة البحرينية في بناء مشاريع المدن الإسكانية، افتتح مشروع مدينة زايد عام 2001، والذي شهد أنموذجاً في التعاون بين مملكة البحرين ودولة الإمارات العربية المتحدة في تنفيذه، حيث شيّد المشروع على نفقة المرحوم زايد بن سلطان آل نهيان، وهذه المدينة وفرت حوالي 484 وحدة سكنية كمرحلة أولى، واستمر عطاء وزارة الإسكان في تنفيذ امتداد هذه المدينة بمشاريع أخرى، وخصصت لاحقاً لذوي الطلبات الإسكانية.

## معلومات عن مدينة زايد
- المساحة 41.5 هكتار
- مدينة زايد من ضمن المحافظة الجنوبية

## يوم افتتاح مدينة زايد (14 اكتوبر 2001)
افتتح الشيخ خليفة بن سلمان آل خليفة رئيس الوزراء بدولة البحرين بحضور الشيخ سلمان بن حمد آل خليفة ولي العهد القائد العام لقوة دفاع البحرين رئيس لجنة مشروع مدينة زايد السكنية، وسمو الشيخ سعيد بن زايد آل نهيان رئيس دائرة الموانيء البحرية مشروع مدينة زايد السكنية في البحرين والذى يعد من أكبر المشروعات السكنية التى أقامتها حكومة أبوظبي ممثلة في صندوق أبوظبي للتنمية.

## ميدالية مدينة زايد
المناسبة: افتتاح مدينة زايد
سنة الإصدار: 2001
الوجه: صورة أمامية لـحمد بن عيسى آل خليفة، وصورة أمامية لـزايـد بن سلطان آل نهيان رئيس دولة الإمارات العربية المتحدة
الخلف: صورة لشعار مدينة زايد
الوزن (جرام) :31.00
الأبعاد: 36
المعدن: ذهب